# Michael Spring
Michael „Mike” Spring (ur. 14 grudnia 1879 w Brooklynie, zm. 17 marca 1970 w Saint Louis) – amerykański lekkoatleta, uczestnik igrzysk olimpijskich w Saint Louis w 1904 i Olimpiady Letniej w 1906.
W 1904 zwyciężył w Maratonie Bostońskim.

## Występy na igrzyskach olimpijskich
Spring wystartował tylko raz na igrzyskach olimpijskich w 1904. Wziął udział w maratonie. Zmagania biegaczy miały miejsce 30 sierpnia 1904. Spring nie ukończył biegu.

## Występ na Olimpiadzie Letniej w 1906 r.
Spring wystartował w maratonie. Zawody odbyły się 1 maja 1906. Biegacze biegli na dystansie 41,806 km. Spring nie ukończył biegu.

## Rekordy życiowe
- maraton – 2:38:05 (1904)